# Ушак (ил)
Ушак (тур. Uşak) — ил на западе Турции.

## География
Ил Ушак граничит с илами: Маниса на западе, Кютахья на севере, Афьонкарахисар на востоке, Денизли на юге.
Территория ила относится к бассейнам рек Большой Мендерес и Гедиз.

## Население
Население — 322 313 жителей по переписи 2009 года, 334 тыс. по оценке 2007 года.
Крупнейший город — Ушак (137 тыс. жителей в 2000 году).

## Административное деление

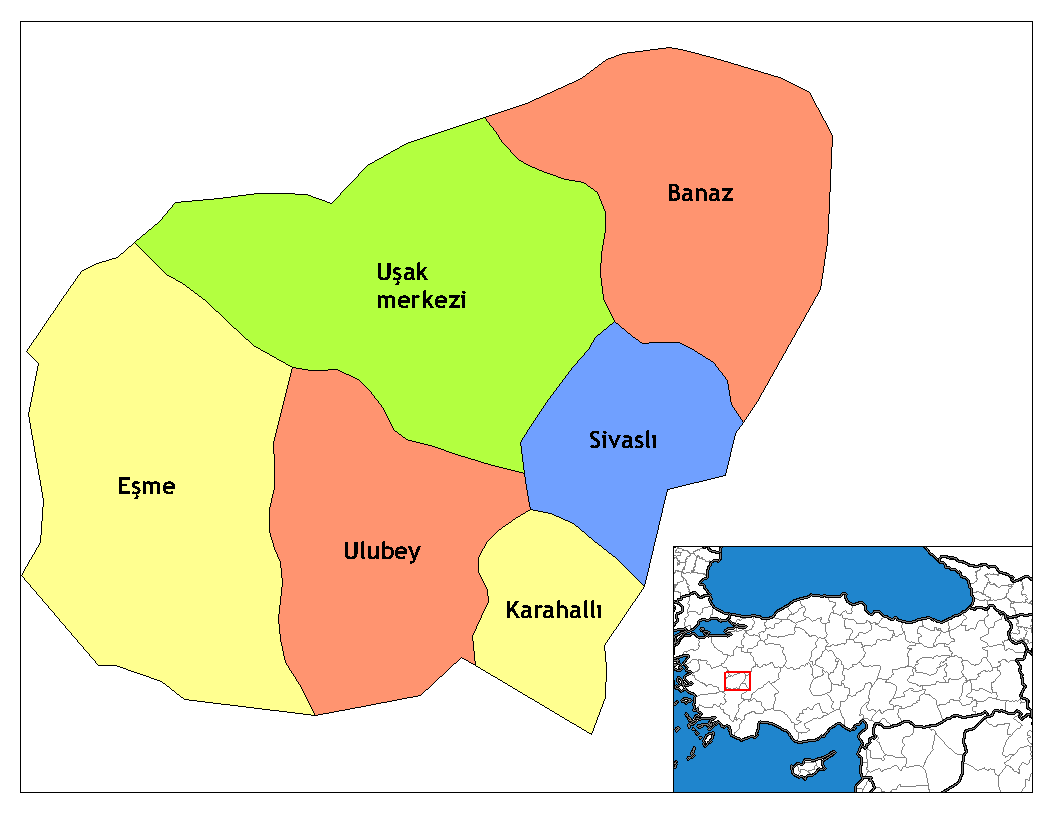

Ил Ушак делится на 6 районов:
1. Баназ (Banaz)
2. Эшме (Eşme)
3. Карахаллы (Karahallı)
4. Сиваслы (Sivaslı)
5. Улубей (Ulubey)
6. Ушак (Uşak)

## Экономика
Пищевая промышленность. Ковроткачество. Добыча лигнита.

## Достопримечательности

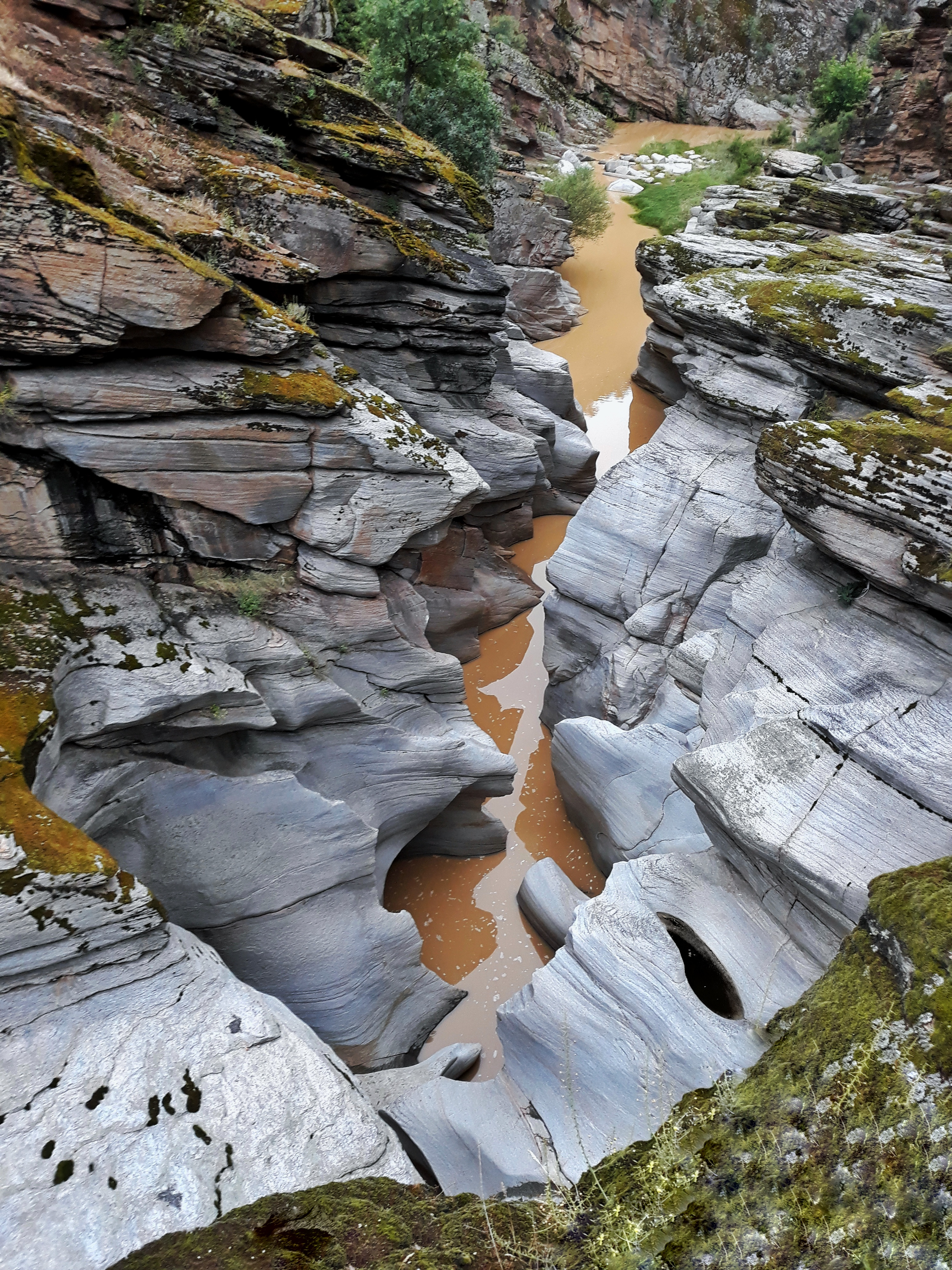
Долина Ташяран (Taşyaran Valley).

В иле есть несколько мостов сохранившихся с фригийской эпохи, в том числе Мост Джиландирас, Мост Чаталтепе; уникальные природные парки такие как Долина Ташяран.